# Juan Bautista Aznar
Juan Bautista Aznar y Cabañas (La Coruña, 5 de septiembre de 1860-Madrid, 19 de febrero de 1933) fue un almirante y político español. Fue el último presidente del Consejo de Ministros del reinado de Alfonso XIII, previo a la instauración de la Segunda República.

## Carrera militar
Tras una brillante carrera militar, en la que destacó su participación en la batalla naval de Santiago de Cuba como tercer comandante del Infanta María Teresa, buque insignia del almirante Cervera y su papel al mando de la escuadra española en las campañas desarrolladas en Marruecos, especialmente en  el apoyo con artillería naval durante la reconquista de Axdir, entró en política pocos meses antes del golpe de Estado de Primo de Rivera, oponiéndose al mismo como ministro de Marina en 1923 con el gobierno de Manuel García Prieto. El 30 de octubre de 1928 fue nombrado capitán general de la Armada Española.
Tras alcanzar el grado de almirante, en febrero de 1931 fue llamado para sustituir al general Dámaso Berenguer como jefe del que sería el último gobierno de la monarquía de Alfonso XIII.

## Presidente del Gobierno
En el gabinete  del almirante Aznar había dos corrientes monárquicas contrapuestas: la corriente «dura» representada por de la Cierva (alta burguesía), y la corriente «blanda o transigente», dispuesta a pactar con los republicanos, en ese momento en la cárcel Modelo de Madrid, representada por el conde de Romanones. En el punto medio y a cargo del Ministerio de Gobernación se encontraba José María de Hoyos y Vinent, marqués de Hoyos. Como ministro de la Guerra estaba el general Dámaso Berenguer, que había sido el anterior presidente de Gobierno, el conde de Bugallal Araujo en el grupo "la Cierva" y como director general de la Guardia Civil el general Sanjurjo. El resto del gabinete lo formaban el duque de Maura, el almirante José Rivera Álvarez-Camero y los empresarios Ventosa y Gascón y Marín.
La Cielva y Bugallal mantenían la postura de que la monarquía debía resistirse a la república por cualquier medio, inclusive utilizando la Guardia Civil. Sanjurjo se opuso tras comprobar la victoria relativa obtenida por los republicanos en las elecciones del 12 de abril de 1931, lo que significaba el grupo más importante de "republicanos ilustrados antimonárquicos". A las diez y media de la mañana del 13 de abril Aznar entraba en el Palacio de Oriente de Madrid para celebrar el Consejo de Ministros. Preguntado por los periodistas sobre si habría crisis de gobierno, Aznar-Cabañas contestó:

¿Que si habrá crisis? ¿Qué más crisis desean ustedes que la de un país que se acuesta monárquico y se despierta republicano?

El conde de Romanones, después de intentar inútilmente llegar a una transacción con los republicanos de crear un gobierno de transición, era partidario de que el rey Alfonso XIII abandonara España, decisión que tomó el monarca.
Falleció el 19 de febrero de 1933 en su domicilio del número 28 de la madrileña calle de Serrano.